# Melanargia alta
Melanargia alta är en fjärilsart som beskrevs av Charles Oberthür 1909. Melanargia alta ingår i släktet Melanargia och familjen praktfjärilar. Inga underarter finns listade i Catalogue of Life.